# Chuck Norris
Carlos Ray »Chuck« Norris, ameriški filmski igralec, * 10. marec 1940, Ryan, Oklahoma, ZDA.

## Življenje

### Zgodnje življenje
Rodil se je v Ryanu v Oklahomi, kot sin Wilme Scaberry in Carlosa Raya Norrisa. Oče je bil mehanik in voznik avtobusa ter tovornjaka. Njegov dedek po očetovi strani je bil priseljenec in babica po materini je bila Irka. Njegova babica po očetovi in dedek po materini strani pa sta bila Indijanca. Pri svojih 16 letih se je z mamo in brati preselil v Kansas, kasneje pa zaradi ločitve staršev še v Kalifornijo. Imel je dva mlajša brata, Weilanda (umrl) in Aarona, ki je producent v Hollywoodu.
Chuck je o svojem otroštvu vedno govoril, da je bil plah, suh, pedanten in povprečen otrok. Njegovi vrstniki so ga vedno zasmehovali zaradi njegove mešane narodnosti. Omenil je tudi, da je oče bil malo zraven njega ob odraščanju, toda imel ga je rad.

### Zasebno življenje
Leta 1963 je Chuck dobil prvega otroka z ženo Holechek, sina z imenom Mike. Leto pozneje je dobil izvenzakonsko hčerko Dino, leta 1965 pa z ženo drugega sina, Erica. Po 30 letih zakona sta se ločila. Novembra 1998 se je znova poročil z 28 let mlajšo modno oblikovalko Geno O'Kelley. Gena je imela v prejšnjem zakonu dva otroka.
Norris je še vedno ljubezniv do svoje družine, še posebej znano je, da otroke še zmeraj poljubi in objame, ko se poslovijo. Starejša Norrisova sinova sta že poročena in imata skupaj 6 otrok. Eden od njih je tudi ameriška igralka Gabby Di Ciolli.
Norris živi v Houstonu in ima ranč med Navasotom in Andersonom v Teksasu. Še vedno ima majhno stanovanje v Los Angelesu. Zaposlen je pri družbi KickStart s sedežem v Dallasu in Houstonu. Še vedno promovira študij Svetega pisma in se trudi za zmanjšanje uporabe droge v osnovnih šolah.

## Delo
Leta 1958 se je pridružil ameriškemu vojnemu letalstvu in bil poslan v Osan, zračno bazo v Južno Korejo. V Koreji je Norris tudi dobil vzdevek Chuck in začel trenirati Tang Soo Do (tangsudo). Ustanovil je združbi United Fighting Arts Federation in KickStart, dobrodelni organizaciji za promocijo borilnih veščin ter osveščanje dijakov o drogah. Po vrnitvi v ZDA je služil March Air Force Base v Kaliforniji kot varnostnik. Avgusta 1962 je bil odpuščen iz vojske. Kasneje je delal za Northrop Corporation in organiziral verigo šol karateja, v kateri je sodeloval tudi Chad McQueen, sin Stevea McQueena.

### Boji v ringu
- 1963: 15. na judo turnirju vojnega letalstva
- 1963: Poražen od neznanega v Salt Lake City (debi)
- 1965: Poražen od Tonnyja Tullenersa
- 1965: Poražen od Tonnyja Tullenersa
- 1966: Poražen od Allena Steena (turnir v Long Beachu)
- 1966: Zmagal na turnirju zimskega karateja (San Jose, CA)
- 1966: Premagal Skipperja Mullinsa
- 1966: Premagal Joeja Lewisa
- 1966: Poražen od Joeja Lewisa
- 1966: Osvojil turnir zvezd v Los Angelesu
- 1966: Premagal Skipperja Mullinsa
- 1967: Svetovni prvak v srednji kategoriji karateja (Long Beach, CA)
- 1967: Premagal Skipperja Mullinsa (?/?)
- 1967: Premagal Joea Lewisa (?/?)
- 1967: Premagal Skipperja Mullinsa (?/?)
- 1967: Premagal Skipperja Mullinsa (??)
- 1967: Premagal Joeja Lewisa (?/?)
- 1967: Premagal Arnolda Urquideza
- 1967: Premagal Rona Marchinia
- 1967: Premagal Victorja Moorea (?/?)
- 1967: Premagal Stevea Sandersa (?/?)
- 1967: Osvojil Ameriško prvenstvo v karateju
- 1968: Premagal Skipperja Mullinsa (Long Beach)
- 1968: Osvojil mednarodno prvenstvo (Dallas, Teksas)
- 1968: Izgubil proti Louisu Delgadu
- 1968: Svetovni prvak v srednji kategoriji karateja (Long Beach, CA)
- 1968: Neodločeni boj z Georgeom Chalianom, New York
- 1968: Osvojil Ameriško prvenstvo v karateju (N.Y.)
- 1968: Zmagal državni turnir najboljših v državi (Cleveland, Ohio)
- 1969: Osvojil mednarodni turnir
- 19??: Osvojil Tang Soo Do prvenstvo (Stockton, CA)
- 1972: Neodločen boj z Williejem Adamsom - U.S. Ekipno prvenstvo.

### Igralstvo
Leta 1969 je Norris debitiral na televiziji v filmu The Wrecking Crew. Leta 1970 je bil v Vietnamu ubit njegov brat Weiland. Norris je posvetil film Mising in Action njemu v spomin. V Long Beachu je Norris srečal slavnega igralca v bojnih filmih Brucea Leeja, ki ga je spoštoval in ga imel za učitelja. V letu 1972 je igral v Leejevem filmu Way of the Dragon, ki ga je popeljal med zvezde. Leta 1974 ga je McQueen spodbudil, da je pričel igrati v filmski skupini MGM.
Leta 1977 je prvič zaigral v glavni vlogi, v filmu Breaker!Breaker!, kasneje pa še v filmih The Octagon (1980), An Eye for an Eye (1981) in Osamljeni volk McQuade.

#### Teksaški mož postave
Ob koncu 1980 je družba Cannon Films izgubila vpliv, z njim pa je zbledela tudi Norrisova slava. Ponovno je začel kot član Delta Force za MGM, ki je prevzela avtorske pravice, ko je Cannon Films šel v stečaj. Norris je igral še v nekaj neznanih filmih, preden je prešel na TV-serije. Leta 1993 je začel s snemanjem serije Teksaški mož postave, ki se je na CBS predvajala 8 let, pozneje pa tudi na drugih programih. V Sloveniji jo je predvajala POP TV.
17. oktobra 2005 je CBS premierno predvajal »Film tedna« Teksaški mož postave: Ognjeni krst. Film je bil nadaljevanje serije in bil narejen kot obuditev serije. V filmu je Norris ponovno igral kot Cordell »Cord« Walker. Izjavil je, da imajo v načrtih še več podobnih projektov, a je te načrte močno omajala CBS-ova odločitev, da v sezoni 2006–2007 ne bodo več redno predvajali »Filmov tedna« vsak teden ob nedeljah zvečer.

#### Pomembnejše vloge
Cordell »Cord« Walker v Walker, Texas Ranger,
Joshua McCord vThe President's Man in The President's Man 2: A Line in the Sand

#### Filmografija
- The Green Berets (1969)
- The Wrecking Crew (1969)
- Way of the Dragon (1972)
- The Student Teachers (1973)
- Slaughter in San Francisco (1974)
- The Warrior Within (1976) (dokumentarec)
- Bruce Lee, the Legend (1977) (dokumentarec)
- Breaker! Breaker! (1977)
- Good Guys Wear Black (1978)
- A Force of One (1979)
- The Octagon (1980)
- An Eye for an Eye (1989)
- Silent Rage (1982)
- Forced Vengeance (1982)
- Lone Wolf McQuade (1983)
- Missing in Action (1984)
- Missing in Action 2: The Beginning (1985)
- Code of Silence (1985)
- Invasion U.S.A. (1985)
- The Delta Force (1986)
- Firewalker (1986)
- The Karate Kommandos (1986)
- Braddock: Missing in Action III (1988)
- Hero and the Terror (1988)
- Delta Force 2: The Colombian Connection (1990)
- The Hitman  (1991)
- Sidekicks (1992)
- Hellbound (1994)
- Top Dog (1995)
- Forest Warrior (1996)
- The President's Man (2000)
- The President's Man 2: A Line in the Sand (2002)
- Bells of Innocence (2003)
- Dodgeball: A True Underdog Story (2004)
- The Contender (2005)
- The Cutter (2005)

### Politična stališča
Norris je republikanec, ki pogosto promovira stališča svoje stranke. Od leta 1988 do danes je republikanskim kandidatom in organizacijam podaril že preko 32.000 dolarjev. 26. januarja 2007 je Norris nadomeščal Seana Hannityja kot sovoditelj popularne pogovorne oddaje Hannity & Colmes na kanalu Fox News Channel.
Norris tudi močno nasprotuje podpiranju homoseksualnosti v javnih šolah. Sam je rekel: »Je spodbujanje in učenje o homoseksualnosti nekaj, kar so naši predniki pričakovali za javno šolstvo, ki so ga ustvarili? Celo najbolj liberalni med njimi so nasprotovali. […] Mislim da bi morali enotno in odprto nasprotovati takšnim nenaravnim seksualnim navadam v naših javnih šolah v knjigah ali v tako imenovanih »dnevih znanosti«.«
22. oktobra 2007 je Norris najavil podporo guvernerju Arkansasa Mikeu Huckabeeju pri kandidaturi za predsednika. Izjavil je: »Verjamem, da je edini, ki ima vse potrebne lastnosti za vodenje Amerike naprej v prihodnost, prejšnji guverner Arkansasa Mike Huckabee.«

### Chun Kuk Do
Norris je razvil borilno veščino podobno Tang Soo Doju, ki vključuje vse vrste boje, ki jih on pozna. Kot večina borilnih veščin, ima tudi ta svoje zapovedi in pravila. To so:
1. Trudil se bom po svojih najboljših močeh v vseh stvareh.
2. Pozabil bom napake iz preteklosti in bom stremel k ustvarjanju velikih dosežkov.
3. Vedno bom se bom trudil za ljubezen, srečo in zvestobo v moji družini.
4. Delal bom za dobro vseh ljudi in jim dal vedeti, da so koristni.
5. Če nimam nič dobrega reči o osebi, bom raje tiho.
6. Vedno bom navdušen nad svojim uspehom enako kot nad uspehi drugih.
7. Vedno bom odprtih misli.
8. Vedno bom spoštoval ljudi z avtoriteto.
9. Vedno bom ostal zvest Bogu, svoji državi, družini in prijateljem.
10. Vse svoje življenje bom usmerjen k svojim ciljem, saj takšen pozitiven odnos pomaga moji družini, državi in meni.